# Gargantilla del Lozoya y Pinilla de Buitrago
Gargantilla del Lozoya y Pinilla de Buitrago – gmina w Hiszpanii na północy wspólnoty autonomicznej Madryt. 

## Atrakcje turystyczne
- Kościoły: San Benito Abad i Santísima Trinidad (Świętej Trójcy)